# Status quo ante bellum
Status quo ante bellum je latinski izraz, ki v dobesednem prevodu pomeni stanje, kakršno je bilo pred vojno.
Izraz se je najprej uporabljal v državnih pogodbah in je pomenil umik sovražne vojske iz države in obnovitev predvojnega državnega vodstva. Kadar se uporablja izraz kot tak, pomeni, da nobena sprta stran ne pridobi niti ne izgubi nobenega ozemlja ter ekonomskih in političnih pravic. Izraz je v nasprotju z izrazom uti possidetis, kjer vsaka stran po vojni obdrži celotno pridobljeno ozemlje in vse druge dobrine.
Izraz se je kasneje posplošil. Iz njega sta nastala izraza status quo in status quo ante. Izven te miselne zveze se v ZDA uporablja izraz antebellum, ki se običajno navezuje na obdobje pred ameriško državljansko vojno (1861–1865), medtem ko se isti zraz v Evropi uporablja za obdobje pred drugo svetovno vojno.

## Primeri
Med najstareše primere spada mirovna pogodba med Vzhodnim rimskim cesarstvom in sasanidskim Perzijskim cesarstvom po Veliki vojni, ki je trajala od leta 602 do leta 629. Perzijci so med vojno okupirali Malo Azijo, Palestino in Egipt. V uspešni protiofenzivi v Mezopotamiji je rimski cesar Heraklij v bitki pri Ninivah leta 627 Perzijce porazil in dosegel, da so se umaknili na mejo iz leta 602. Obe cesarstvi sta bili zaradi vojne zelo izčrpani in nepripravljeni na napade islamskih armad, ki so leta 632 začele prodirati iz Arabije.
Drugi primer vojne, ki se je končala s status quo ante bellum, je bila vojna med ZDA in Združenim kraljestvom leta 1812, ki se je končala z Ghentsko mirovno pogodbo iz leta 1814. Med pogajanji so britanski diplomati predlagali končanje vojne z uti possidetis, v končni različici pogodbe, na katero je prav gotovo vplivala odmevna ameriška zmaga v bitki pri jezeru Champlain, pa niso niti ZDA niti angleške kanadske kolonije pridobile ali izgubile ozemlje.
Enako se je zgodilo tudi v sedemletni vojni (1756–1763) med Prusijo in Avstrijo. Avstrija je hotela ponovno osvojiti Šlezijo, ki jo je izgubila v avstrijski nasledstveni vojni (1740–1748), vendar je ozemlje ostalo v pruskih rokah.
Primera iz novejše zgodovine sta iransko-iraška vojna (september 1980 – avgust 1988), in vojna za Falklandske otoke (1980) med Argentino in Združenim kraljestvom. Falklandska vojna se je končala z vojaško zmago Britancev, vendar ni rešila sporne suverenosti nad Falklandskomi otoki.

## Vir
- Opća enciklopedija JLZ, VII, Raš-Szy, 665, Zagreb (1981).